# Острів Каланчак
Острів Каланчак — орнітологічний заказник місцевого значення. Об'єкт розташований на території Скадовського району Херсонської області, внутрішні морські води України в межах Херсонської області, на південь від півострову Карадай.
Площа — 1730 га, статус отриманий у 2020 році.
Ці території є важливими для збереження приморської рослинності та пустельних степів, а особливо численних колоній багатьох видів птахів — лебедів, чапель, чайок, диких гусей тощо.